# Organum
Khoảng cuối của thế kỷ thứ chín, ca sĩ trong các tu viện như Gall ở Thụy Sĩ bắt đầu thử nghiệm với việc thêm một phần khác để tụng, thường là một tiếng nói trong chuyển động song song, ca hát chủ yếu ở một phần tư hoàn hảo hoặc phần năm trên giai điệu ban đầu (khoảng thời gian). Sự phát triển này được gọi là organum và đại diện cho sự khởi đầu của sự hòa hợp của khởi đầu và kết thúc. Trong nhiều thế kỷ tới, organum phát triển theo nhiều cách.
Quan trọng nhất của sự phát triển này là việc tạo ra các "organum hoa mỹ" vào khoảng năm 1100, tại một tu viện ở trung-nam nước Pháp, trong đó có bản thảo bảo tồn tốt nhất của organum này. Trong "organum hoa mỹ" giai điệu ban đầu sẽ được hát trong các âm dài trong khi một tiếng nói đi kèm sẽ hát nhiều âm cho mỗi một trong số bản gốc. Sau đó phát triển của organum xảy ra ở Anh, và tại Notre Dame ở Paris, là trung tâm của hoạt động sáng tạo âm nhạc trong suốt mười ba thế kỷ.
Phần lớn các bài nhạc từ đầu thời kỳ trung cổ là vô danh. Bản thảo còn sót lại từ thời kỳ này bao gồm Enchiriadis Musica, Codex Calixtinus của Santiago de Compostela, và Troper Winchester.Đối với thông tin về các nhà soạn nhạc hoặc nhà thơ mà còn tồn tại các lời hát trên văn bản trong thời trung cổ đầu có Đức Giáo hoàng Gregory I, thánh Godric, Hildegard of Bingen, Hucbald, Notker Balbulus, Odo Arezzo, Odo Cluny, và Tutilo.

## Enchiriadis Musica
Enchiriadis Musica là một luận âm nhạc vô danh từ thế kỷ thứ 9. Đây là nỗ lực đầu tiên còn tồn tại để thiết lập một hệ thống các quy tắc cho âm điệu trong âm nhạc cổ điển. Luận này đã từng được cho là của Hucbald, nhưng này không còn được chấp nhận. Một số nhà sử học cho là của Odo Cluny (879-942).
Luận về thuyết âm nhạc này đã được lưu hành rộng rãi trong các bản thảo thời trung cổ, thường kết hợp với Boethius De Institutione Musica bao gồm 19 chương.

## Codex Calixtinus
Calixtinus Codex là một bản thảo chói lọi của thế kỷ thứ 12 trước đây là do Đức Giáo hoàng Callixtus II, mặc dù bây giờ đã được cho rằng tác giả thực sự là Scriptor I.
Codex cách gọi khác là Sancti Liber Jacobi, hoặc Sách Saint James. Bộ sưu tập bao gồm các bài giảng và các văn bản phụng vụ. Cuốn sách này đã bị đánh cắp vào ngày 03 tháng 7 năm 2011 và được tìm thấy gần như chính xác một năm sau đó vào ngày 4 tháng 7 năm 2012.

## Troper Winchester
Troper Winchester có lẽ là bộ sưu tập lớn lâu đời nhất ở châu Âu. Nó bao gồm hai bản thảo  tiếng Anh vào khoảng năm 1000. Người ta có thể được tìm thấy ở Oxford, trong Thư viện Bodleian (MS Bodley 775), một ở Corpus Christi, Cambridge (MS473), nhưng đã được sao chép và  được ban đầu sử dụng tại Winchester Cathedral.
Âm nhạc trong troper từ lâu đã được coi là thể không rõ, chỉ có cái thô sơ của cao độ và thời gian bằng cách sử dụng của một hình thức của ký hiệu được gọi là neumes. Troper cũng rất đáng chú ý vì có chứa toàn bộ vở kịch phụng vụ quaeritis Quem với âm nhạc. Đây là kiểu chơi thời Trung cổ lâu đời nhất còn tồn tại với âm nhạc, đầu thế kỷ thứ mười bản thảo cũng như Tiêu đề troper đề cập đến thực tế, phổ biến trong thời Trung Cổ của việc thêm một phần bổ sung, hoặc ngụ ý một plainchant hoặc phần plainchant, do đó làm cho nó thích hợp cho một dịp đặc biệt hoặc lễ hội.